# Ceratina pulchripes
Ceratina pulchripes är en biart som beskrevs av Shiokawa 2002. Ceratina pulchripes ingår i släktet märgbin, och familjen långtungebin. Inga underarter finns listade i Catalogue of Life.